# Flagge Libyens
Am 27. Februar 2011 hat der Nationale Übergangsrat in Bengasi die alte Flagge des Königreichs als Flagge Libyens eingeführt, die erstmals am 24. Dezember 1951 eingeführt wurde. Erstmals wurde die neue Nationalflagge bei den Vereinten Nationen in New York am 21. September 2011 gesetzt. Eine neue Verfassung, die die Nationalflagge offiziell annimmt, steht noch aus.

## Beschreibung und Bedeutung

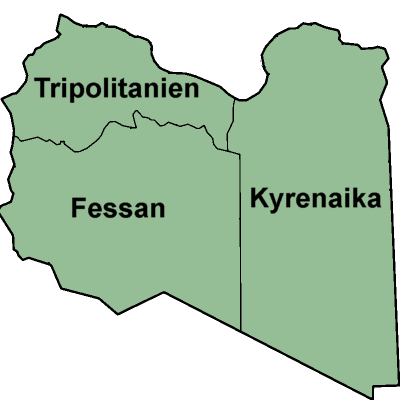
Historische Provinzen Libyens

Aufbau der Flagge

In der Verfassung vom 7. Oktober 1951 wurde die heute wieder gebräuchliche Flagge erstmals offiziell als Nationalflagge eingeführt. Die Trikolore führt in horizontaler Anordnung die Farben der traditionellen Provinzen des Landes: Rot für Fessan, Schwarz mit Halbmond und Stern für Kyrenaika und Grün für Tripolitanien. Den Farben wurden verschiedene Bedeutungen zugeordnet: Rot für das Blut im Kampf gegen den italienischen Kolonialismus, Grün für Wohlstand und Schwarz für das Königshaus. Der schwarze Streifen ist doppelt so breit wie die beiden anderen Streifen. Das Seitenverhältnis beträgt 1:2.

## Geschichte

### Bis 1977

Flagge von König Idris I.

Bis die einzelnen Landesteile unter den italienischen Kolonialherren vereinigt wurden, gab es diverse Flaggen in den verschiedenen Landesteilen. So hatte Kyrenaika eine schwarze Flagge mit Halbmond und Stern, ähnlich der heutigen türkischen Flagge. Manchmal wird bei ihr auch von einem weißen Rahmen berichtet. Möglicherweise wurde die schwarze Flagge bereits 1919 verwendet, als ein Emirat unter italienischer Oberhoheit gegründet wurde, das aber bereits 1920 wieder abgeschafft wurde. 1947 nahm Kyrenaika die Flagge wieder an, nachdem Italien offiziell auf seine alte Kolonie verzichtet hatte. Als 1949 Kyrenaika seine Unabhängigkeit erklärte, führte es die schwarze Flagge mit Halbmond und Stern als Nationalflagge, bis es im Königreich Libyen am 24. Dezember 1951 aufging.
Die Flagge des Königreichs Libyen wurde 1951 mit der Unabhängigkeit eingeführt. In der Verfassung vom 7. Oktober 1951 wurde sie im Kapitel 7, Artikel 1 festgelegt. Sie entsprach der heute wieder benutzten Trikolore mit breitem schwarzen Streifen, Halbmond und Stern. Die Flagge von König Idris I. leitete sich von der historischen Flagge Kyrenaikas ab. Sie war schwarz mit Halbmond und Stern und trug in der Gösch eine Krone, gekrönt von einem kleinen Halbmond und Stern.
Nach dem Putsch vom 1. März 1969 rief der Revolutionsrat unter Oberst Gaddafi die Arabische Republik Libyen aus und führte noch im gleichen Jahr die neue rot-weiß-schwarz gestreifte Nationalflagge ein. Diese Flagge war, bis auf die Sterne, identisch mit der Flagge der Vereinigten Arabischen Republik, die damals nur noch aus Ägypten bestand. Es wurde auch festgelegt, dass bei einer Vereinigung Libyens mit anderen arabischen Staaten zusätzliche grüne Sterne in den mittleren Streifen einzusetzen seien. Durch dieses Dekret waren in der Flagge die panarabischen Farben vertreten.
1971 beschlossen Libyen und Ägypten einen Staatenbund zu bilden. Beide Länder hissten am 1. Januar 1972 die geplante gemeinsame Flagge: Rot, Weiß und Schwarz gestreift mit einem goldenen Quraisch-Falken im mittleren Streifen. Dabei symbolisierte Schwarz die finstere Zeit des Kolonialismus und des Königtums, Rot die Revolution und Weiß die friedliche Zukunft.
1973 plante man eine Union mit Tunesien, doch kam die Arabische Islamische Republik nie zustande. Die geplante Flagge war eine panarabische Trikolore in Rot, Weiß und Schwarz mit rotem Halbmond und Stern im weißen Streifen.

Historische Flaggen
Tripolis 1771
Tripolis im 19. Jahrhundert
Türkisches Vilâyet Tripolitanien 1835–1912
Kyrenaika, 1949–1951
1:2  1951–1969
1:2  1969–1972
1972–1977
1972–1977
Arabische Islamische Republik, 1973

### Die einfarbige Flagge der Libysch-Arabischen Dschamahirija

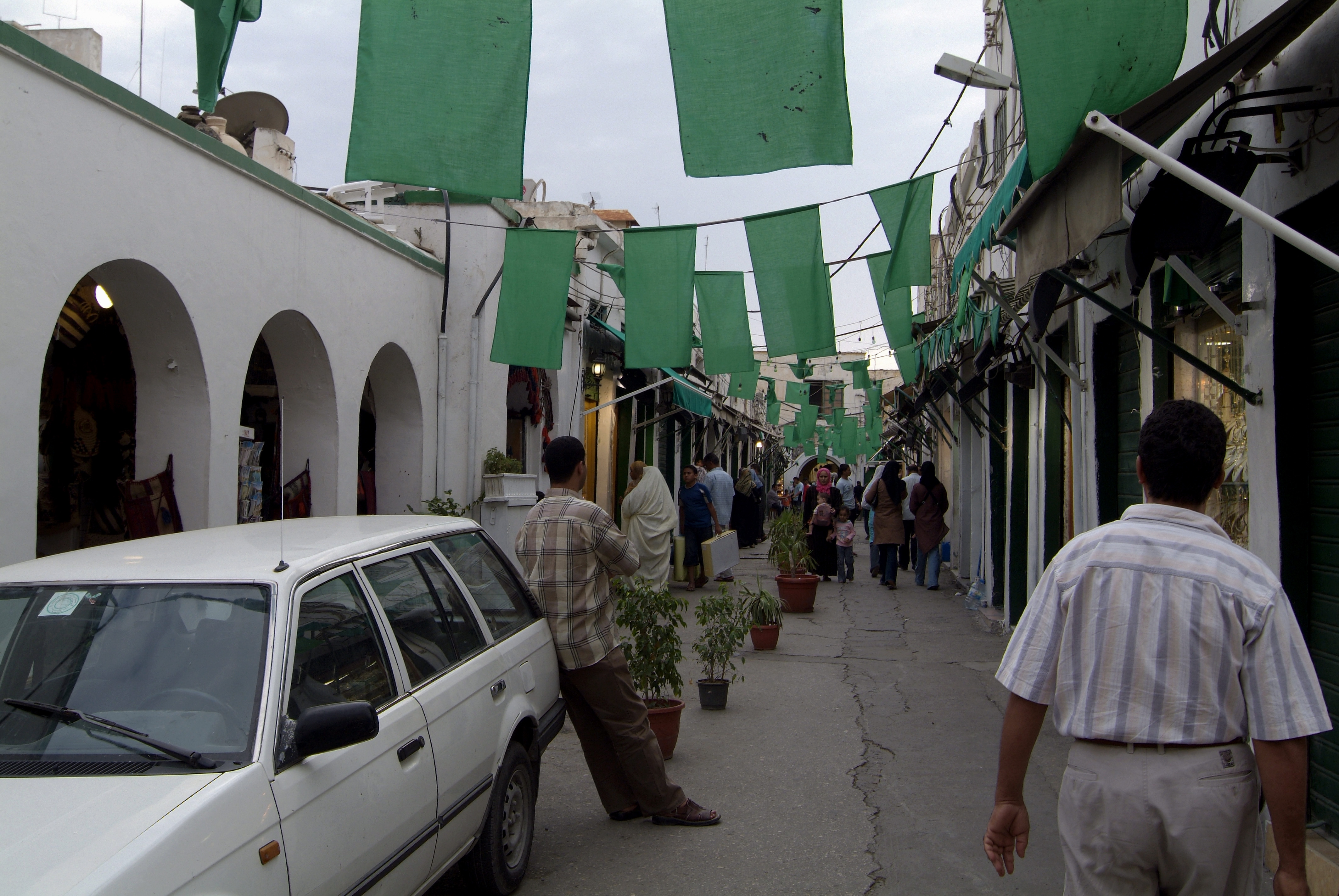
Damalige Nationalflaggen in Tripolis zum Revolutionstag

Als 1977 der ägyptische Präsident Anwar as-Sadat Israel besuchte, empfand Libyen dies als Verrat an der gemeinsamen Sache. Eine der ersten Maßnahmen war es, nicht mehr die gleiche Flagge zu führen wie die vermeintlichen Verräter. Am 19. November 1977 legte der libysche Revolutionsrat auf Anraten Gaddafis die neue Nationalflagge fest: ein rein grünes Tuch. Libyen wurde damit der einzige unabhängige Staat, der ein einfarbiges Tuch ohne jegliche Symbole als Nationalflagge führte. Grün ist die traditionelle Farbe des Islam, der Staatsreligion Libyens. Die Farbe symbolisierte auch die Grüne Revolution von Muammar al-Gaddafi.
| System                      | Grün     |
| --------------------------- | -------- |
| RGB                         | 0-149-48 |
| Hexadezimale Farbdefinition | #009530  |

1:2  1977–2011
Seekriegsflagge, 1977–2011

### Die Flagge des Königreichs im Bürgerkrieg 2011
Im Bürgerkrieg in Libyen 2011 verwendeten die Aufständischen schon früh bei Demonstrationen die Flagge des alten Königreichs. So wurde zum Beispiel die Nationalflagge an der libyschen Botschaft in Wien am 25. Februar und an anderen Vertretungen im Ausland vom Personal als Zeichen der Solidarität mit den Aufständischen durch die Flagge von 1951 ersetzt. In anderen Botschaften, wie in Berlin am 21. Februar, versuchten Demonstranten dasselbe. Am 27. Februar gründeten die Rebellen in Bengasi den Nationalen Übergangsrat, der die Flagge als Symbol übernahm. Während sich der Rat an das historische Vorbild hielt, sah man immer wieder Variationen, bei denen alle Streifen gleich breit sind, teils fehlten Halbmond und Stern. Vereinzelt verwendeten Demonstranten auch die panarabische Flagge von 1969.

Varianten der Flagge des Königreichs während des Aufstands von 2011
Variante ohne Halbmond und Stern
Variante mit gleich breiten Streifen
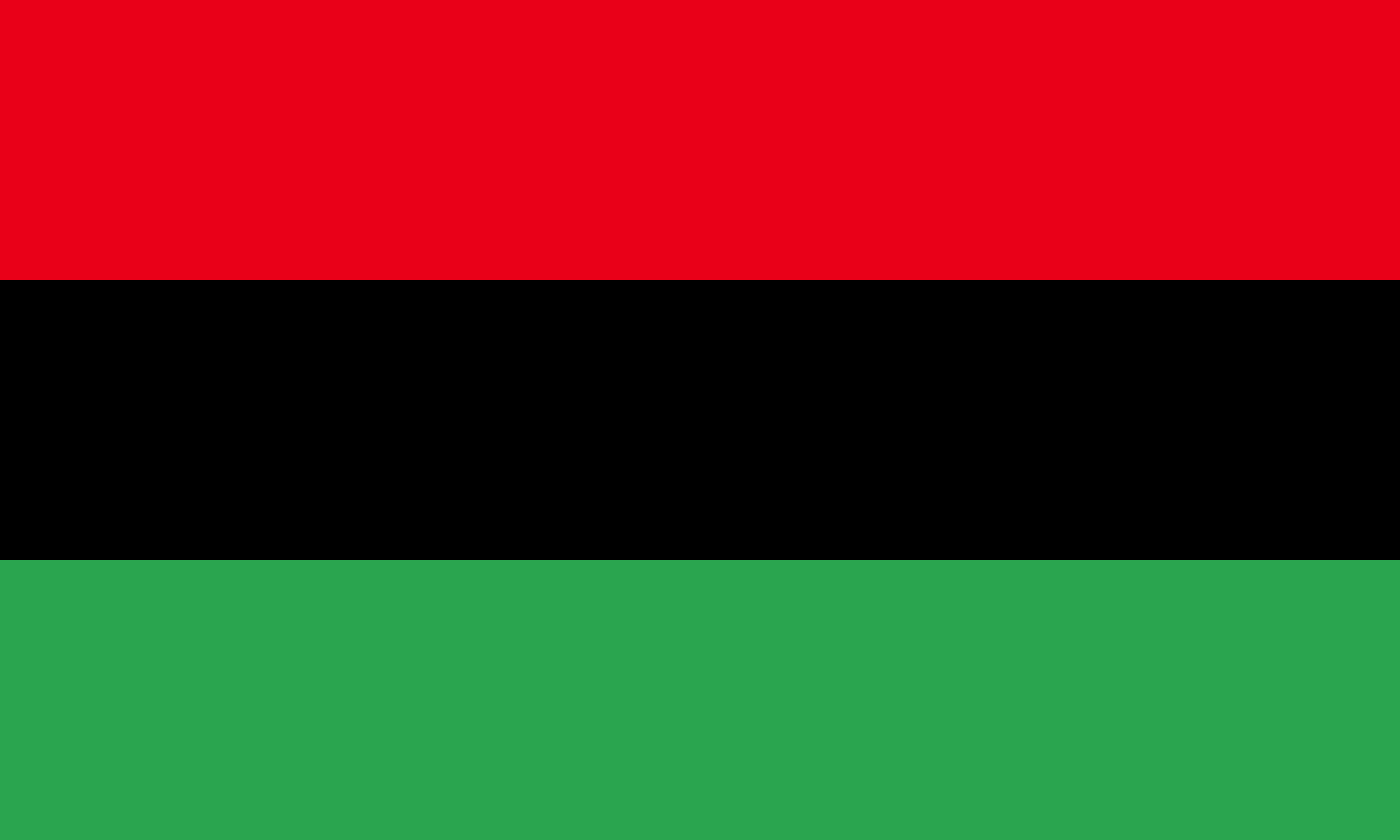
Variante mit gleich breiten Streifen ohne Halbmond und Stern

## Weitere Flaggen Libyens
Die Seekriegsflagge Libyens zeigt auf hellblauem Grund einen weißen, unklaren Anker und in der Gösch die Nationalflagge.

Seekriegsflagge